# Sztuka wysublimowanej fotografii
Sztuka wysublimowanej fotografii (oryg. High Art) – film niezależny z 1998 roku w reżyserii Lisy Cholodenko.

## Obsada
- Ally Sheedy jako Lucy Berliner
- Radha Mitchell jako Syd
- Gabriel Mann jako James
- Charis Michelsen jako Debby
- David Thornton jako Harry
- Anh Duong jako Dominique
- Patricia Clarkson jako Greta
- Helen Mendes jako White Hawk
- Bill Sage jako Arnie
- Tammy Grimes jako Vera
- Cindra Feuer jako Delia
- Anthony Ruivivar jako Xander
- Elaine Tse jako Zoe
- Rudolf Martin jako Dieter